# 11 lipca
11 lipca jest 192. (w latach przestępnych 193.) dniem w kalendarzu gregoriańskim. Do końca roku pozostaje 173 dni.

## Święta
- Imieniny obchodzą: Benedykt, Jan, Kalina, Olga, Pelagia, Pelagiusz, Pius, Placyd, Sabin, Siepraw, Wyszesława, Zybart, Zybert, Zybracht i Zygbert.
- Belgia – Dzień Wspólnoty Flamandzkiej
- Kiribati – Dzień Gospelu
- Mongolia – Święto Niepodległości
- Międzynarodowe – Światowy Dzień Ludności[1] (ustanowione z inicjatywy Rady Zarządzającej, Programu NZ ds. Rozwoju (UNDP) w 1989 roku, w rocznicę tzw. Dnia Pięciu Miliardów)
- Polska – Narodowy Dzień Pamięci Ofiar Ludobójstwa dokonanego przez ukraińskich nacjonalistów na obywatelach II Rzeczypospolitej Polskiej
- Wspomnienia i święta w Kościele katolickim[2][3] obchodzą:
  - św. Benedykt z Nursji (opat, patron Europy)
  - św. Maria Róża Molas (zakonnica)
  - św. Olga Kijowska (św. Olga Mądra) wielka księżna kijowska
  - św. Pius I (papież)

## Wydarzenia w Polsce
- 1410 – Wielka wojna z zakonem krzyżackim: król Władysław II Jagiełło zrezygnował z przeprawy przez Drwęcę w okolicach Kurzętnika i skierował wojska na wschód, rozbijając obóz pod Działdowem.
- 1496 – Grodno otrzymało pełne prawo magdeburskie.
- 1562 – Król Zygmunt II August, po cofnięciu przywileju na urządzenie i kierowanie pocztą Włochowi Prosperowi Provanie, zawarł nową umowę z Christophem von Taxis, dyrektorem naczelnym poczty cesarskiej w Wiedniu, na mocy której objął on wszystkie poczty w kraju, tworząc jednolitą instytucję Poczta Polska, czyli Królewska.
- 1598 – Trybunał Główny Koronny w Lublinie skazał na śmierć przez poćwiartowanie trzech Żydów ze Świniar koło Siedlec, oskarżonych o dokonanie mordu rytualnego na dziecku.
- 1654 – Kapucyni przybyli do Prudnika.
- 1655 – IV wojna polsko-rosyjska: wojska rosyjskie zdobyły Mińsk.
- 1657 – Potop szwedzki: zwycięstwo wojsk polsko-tatarskich nad sprzymierzonymi ze Szwedami wojskami siedmiogrodzkimi w bitwie pod Magierowem.
- 1660 – Wojsko Michała Kazimierza Paca wyzwoliło Wilno od wojsk moskiewskich.
- 1683 – Król Jan III Sobieski wystawił dyplom fundacyjny zespołu kościelno-klasztornego kapucynów w Warszawie.
- 1778 – W Warszawie odbyła się prapremiera opery Nędza uszczęśliwiona z muzyką Macieja Kamieńskiego i librettem Wojciecha Bogusławskiego.
- 1812 – Inwazja na Rosję: wojska francuskie zajęły Bieszenkowicze (obecnie Białoruś), gdzie przez kilka dni mieścił się sztab Napoleona Bonapartego.
- 1816 – W centrum ówczesnej wsi Katowice poświęcono figurę św. Jana.
- 1848 – W warszawskim tygodniku „Motyl” ukazał się pierwodruk Pieśni filaretów Adama Mickiewicza.
- 1904 – Juliusz Leo został prezydentem Krakowa.
- 1920 – Plebiscyt na Warmii, Mazurach i Powiślu.
- 1928 – Zaprezentowano pierwszą partię 52 ciężarówek Ursus.
- 1931 – Major piechoty WP Piotr Demkowski został aresztowany przez kontrwywiad wojskowy w trakcie przekazywania tajnych materiałów pomocnikowi attaché wojskowego przy poselstwie ZSRR w Warszawie.
- 1932 – Rozporządzeniem prezydenckim wprowadzono nowy Kodeks karny (tzw. Kodeks Makarewicza).
- 1943:
  - Rzeź wołyńska: o świcie sotnie Organizacji Ukraińskich Nacjonalistów i Ukraińskiej Powstańczej Armii zaatakowały z zaskoczenia 99 wsi i osiedli polskich w trzech powiatach: kowelskim, horochowskim i włodzimierskim, mordując kilka tysięcy osób (tzw. „krwawa niedziela“).
  - W Warszawie członkowie ZWM dokonali drugiego zamachu na kawiarnię Café Club, w którym rannych zostało 4 Niemców.
- 1944 – W Krakowie miał miejsce nieudany zamach AK na wyższego dowódcę SS i Policji w Generalnym Gubernatorstwie Wilhelma Koppego.
- 1952 – Wszedł do służby holenderski statek pasażerski „Maasdam”, w latach 1969-88 flagowa jednostka Polskich Linii Oceanicznych „Stefan Batory”.
- 1968 – Odkryto jaskinię Bańdzioch Kominiarski w Tatrach Zachodnich.
- 1971:
  - Jerzy Szczakiel i Andrzej Wyglenda wygrali na torze w Rybniku II Mistrzostwa Świata Par na Żużlu.
  - Otwarto Halę Widowiskowo-Sportową w Jastrzębiu-Zdroju.
- 1981 – Jan Brzeźny wygrał 31. Tour de Pologne.
- 1988 – Rozpoczęła się wizyta przywódcy ZSRR Michaiła Gorbaczowa.
- 1992 – Sejm RP powołał rząd Hanny Suchockiej.
- 1997 – Założono klub piłkarski Podbeskidzie Bielsko-Biała.
- 2006 – Holender Leo Beenhakker został selekcjonerem piłkarskiej reprezentacji Polski.
- 2008 – Na Wiśle w Puławach otwarto Most im. Jana Pawła II.
- 2013 – W Warszawie odsłonięto Pomnik Rzezi Wołyńskiej.

## Wydarzenia na świecie

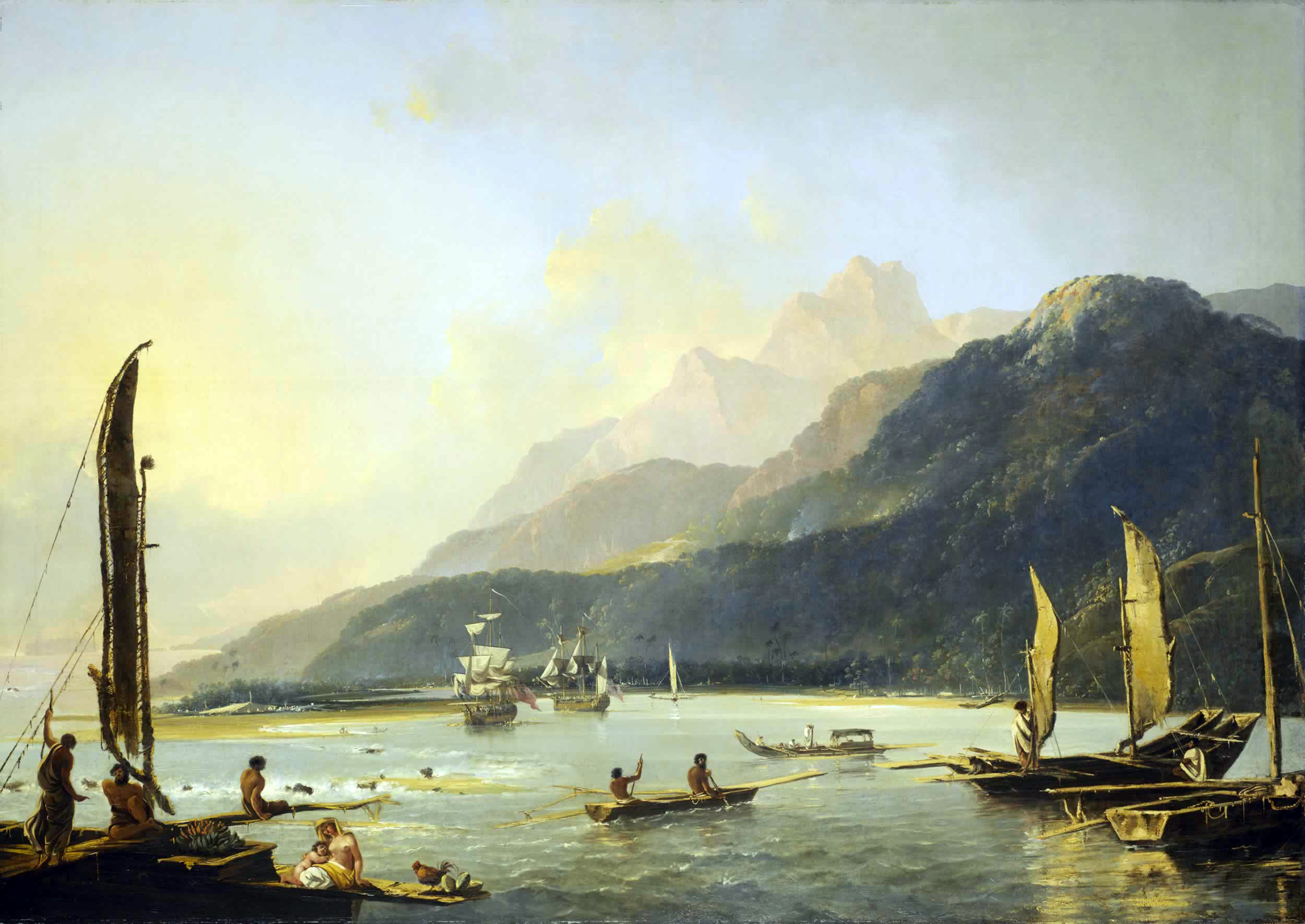
Statki Jamesa Cooka „Resolution” i „Adventure” na Tahiti na obrazie Williama Hodgesa

- 212 – Cesarz rzymski Karakalla wydał edykt Constitutio Antoniniana, przyznający wszystkim wolnym mieszkańcom Imperium prawa obywateli rzymskich.
- 472 – Został zamordowany cesarz rzymski Antemiusz.
- 911 – Król zachodniofranskijski Karol III Prostak i przywódca wikingów Rolf zawarli traktat z Saint-Clair-sur-Epte.
- 1189 – Zmarły w 1150 roku prepozyt kapituły katedralnej w duńskim Viborgu Kjeld został ogłoszony świętym przez papieża Klemensa III.
- 1276 – Kardynał Ottobono Fieschi został wybrany na papieża i przyjął imię Hadrian V.
- 1302 – Flamandzcy powstańcy pokonali wojska francuskie w bitwie pod Courtrai.
- 1346 – Karol IV Luksemburski został wybrany na króla Niemiec.
- 1405 – Chiński admirał Zheng He wyruszył na czele armady liczącej 208 okrętów w swoją pierwszą wyprawę zamorską.
- 1533 – Papież Klemens VII ekskomunikował króla Anglii Henryka VIII Tudora w odpowiedzi na unieważnienie jego ślubu z pierwszą żoną Katarzyną Aragońską.
- 1613 – (21 lipca wg kal. greg.) Michał I Romanow został koronowany na cara Rosji.
- 1644 – Wojna duńsko-szwedzka: nierozstrzygnięta bitwa w Zatoce Kilońskiej.
- 1648 – Wojna domowa w Anglii: wojska Parlamentu pod wodzą Olivera Cromwella zdobyły po oblężeniu zamek Pembroke w Walii.
- 1668 – Angielscy piraci pod wodzą Henry’ego Morgana zdobyli i złupili miasto Portobelo w Panamie.
- 1669 – Po 4 miesiącach zakończyła się największa odnotowana erupcja Etny.
- 1683 – V wojna austriacko-turecka: Turcy zdobyli i zburzyli Hainburg an der Donau wraz z zamkiem, mordując ok. 8 tys. mieszkańców.
- 1690 – Wojna irlandzka: Wilhelm III Orański pokonał zdetronizowanego króla Jakuba II Stuarta w bitwie nad Boyne.
- 1700 – W Berlinie założono Pruską Akademię Nauk.
- 1705 – Mord bazylianów w Połocku.
- 1708 – Wojna o sukcesję hiszpańską: zwycięstwo wojsk koalicji nad Francuzami w bitwie pod Oudenaarde.
- 1750 – Halifax w kanadyjskiej Nowej Szkocji zostało zniszczone przez pożar.
- 1776 – James Cook wypłynął w swą trzecią wyprawę.
- 1791 – Zwłoki Woltera przeniesiono do paryskiego Panteonu.
- 1804 – Wiceprezydent USA Aaron Burr postrzelił w pojedynku założyciela Partii Federalistycznej Alexandra Hamiltona, który zmarł następnego dnia w szpitalu.
- 1809 – V koalicja antyfrancuska: zwycięstwo wojsk francuskich nad austriackimi w bitwie pod Znojmem.
- 1810 – Australijczyk Frederick Hasselborough odkrył wyspę Macquarie na południowym Pacyfiku.
- 1822 – Przyjęto nowy wzór flagi Wielkiej Kolumbii.
- 1828 – Michał I został samozwańczym królem Portugalii.
- 1846 – Wojna amerykańsko-meksykańska: wojska amerykańskie zdobyły San José w północnej Kalifornii.
- 1859 – Zwycięstwem wojsk francusko-piemonckich zakończyła się wojna francusko-austriacka.
- 1861 – Wojna secesyjna: zwycięstwo wojsk Unii w bitwie pod Rich Mountain.
- 1864 – Christian Albrecht Bluhme został po raz drugi premierem Danii.
- 1871 – Cesarz Etiopii Tekle Gijorgis II został pokonany w bitwie pod Aduą przez zbuntowanego władcę prowincji Tigraj Bezbyza Kassę, który wkrótce koronował się na cesarza i przyjął imię Jan IV.
- 1882 – Wojna brytyjsko-egipska: okręty Royal Navy zbombardowały Aleksandrię.
- 1884 – Petko Karawełow został po raz drugi premierem Bułgarii.
- 1889 – Założono miasto Tijuana w Meksyku.
- 1893 – Japończyk Kōkichi Mikimoto uzyskał pierwszą perłę hodowlaną.
- 1897 – Rozpoczęła się nieudana szwedzka wyprawa balonem wodorowym na biegun północny, w trakcie której zginęła cała, trzyosobowa załoga.
- 1899 – Założono włoskie przedsiębiorstwo motoryzacyjne FIAT.
- 1901 – Włoski astronom Luigi Carnera odkrył planetoidę (472) Roma.
- 1902 – Arthur Balfour został premierem Wielkiej Brytanii.
- 1910 – Pożar strawił niemal doszczętnie zabudowę miasta Campbellton w kanadyjskiej prowincji Nowy Brunszwik.
- 1914 – Zwodowano amerykański pancernik USS „Nevada“.
- 1915 – I wojna światowa: ciężko uszkodzony przez brytyjskie monitory niemiecki lekki krążownik SMS „Königsberg” dokonał samozatopienia na rzece Rufidżi w niemieckiej Niemieckiej Afryce Wschodniej.
- 1921:
  - Mongolia ogłosiła niepodległość (od Chin).
  - Zakończyła się irlandzka wojna o niepodległość.
  - Założono miasto Río Grande w argentyńskiej części Ziemi Ognistej.
- 1927 – W trzęsieniu ziemi w Palestynie zginęło około 350 osób.
- 1931 – W Wiedniu otwarto Praterstadion (od 1992 roku Ernst Happel Stadion).
- 1935 – Otwarto Port lotniczy Drezno.
- 1941:
  - Niemcy utworzyli getto żydowskie w Witebsku na Białorusi.
  - Rozpoczęto seryjną produkcję cywilnej wersji VW Garbusa.
- 1946 – Założono Międzynarodową Federację Piłki Ręcznej (IHF).
- 1953 – Adib asz-Sziszakli został prezydentem Syrii.
- 1954 – Poświęcono bazylikę Świętej Teresy we francuskim Lisieux.
- 1960:
  - Ukazała się powieść Zabić drozda amerykańskiej pisarki Harper Lee.
  - Zbuntowana prowincja Katanga ogłosiła niepodległość od Demokratycznej Republiki Konga.
- 1961:
  - ChRL i Korea Północna podpisały w Pekinie traktat o przyjaźni, współpracy i pomocy wzajemnej.
  - Samolot Douglas DC-8 linii United Airlines rozbił się podczas lądowania na lotnisku w Denver w stanie Kolorado. Zginęło 18 osób (w tym jedna na ziemi), a 104 zostały ranne.
- 1962:
  - Amerykanin Fred Baldasare jako pierwszy przepłynął w ciągu 18 godzin kanał La Manche z Calais do Dover w zanurzeniu, podczas którego miał co godzinę wymienianą butlę z powietrzem przez nurka z towarzyszącego mu statku.
  - Amerykański satelita Telstar 1 przeprowadził pierwszą transatlantycką transmisję sygnału telewizyjnego.
- 1963 – W wojskowym zamachu stanu został obalony prezydent Ekwadoru Carlos Arosemena Monroy, a jego miejsce zajął admirał Ramón Castro Jijón.
- 1964 – Moïse Tshombe został premierem Republiki Konga.
- 1965 – W mieście Wau w południowym Sudanie żołnierze armii rządowej rozstrzelali 75 osób uczestniczących w przyjęciu weselnym.
- 1966:
  - 27-letni Szkot Angus Barbieri zakończył trwającą 382 dni głodówkę (podczas której przyjmował jedynie niesłodzone napoje, witaminy, elektrolity i bliżej nieokreśloną ilość drożdży) w czasie której schudł z 207 do 82 kg. W 1971 roku Księga rekordów Guinnessa uznała to za najdłuższy udokumentowany post.
  - W Anglii rozpoczęły się VIII Mistrzostwa Świata w Piłce Nożnej.
- 1969 – Ukazał się singiel Davida Bowiego Space Oddity.
- 1971 – Znacjonalizowano kopalnie miedzi w Chile.
- 1972:
  - Kuba została członkiem Rady Wzajemnej Pomocy Gospodarczej (RWPG).
  - W Reykjavíku rozpoczął się mecz o szachowe Mistrzostwo Świata między obrońcą tytułu Borisem Spasskim z ZSRR a Amerykaninem Bobbym Fischerem.
- 1973 – 123 osoby zginęły, a 11 zostało rannych w katastrofie lecącego z Rio de Janeiro Boeinga 707 brazylijskich linii Varig niedaleko lotniska Orly pod Paryżem.
- 1974 – Jumdżaagijn Cedenbal został prezydentem Mongolii.
- 1977 – Pastor Martin Luther King został odznaczony pośmiertnie amerykańskim Medalem Wolności.
- 1978 – 217 osób zginęło w eksplozji ciężarówki-cysterny na kempingu w hiszpańskim mieście Alcanar.
- 1979 – Szczątki amerykańskiej stacji orbitalnej Skylab spadły na terenie Australii.
- 1980 – Wszedł do służby brytyjski lotniskowiec HMS „Invincible”.
- 1982 – W finale rozgrywanych w Hiszpanii XII Mistrzostw Świata w Piłce Nożnej Włochy pokonały na Estadio Santiago Bernabéu w Madrycie RFN 3:1.
- 1983 – 119 osób zginęło w katastrofie Boeinga 737 w Ekwadorze.
- 1987 – Urodzony w Zagrzebiu Matej Gaspar został ogłoszony przez ONZ 5-miliardowym mieszkańcem Ziemi.
- 1991:
  - 261 osób zginęło w katastrofie samolotu Douglas DC-8 z nigeryjskimi pielgrzymami w saudyjskiej Dżuddzie.
  - Całkowite zaćmienie Słońca widoczne na Hawajach, Ameryce Środkowej i Południowej.
- 1995:
  - 44 osoby zginęły w katastrofie kubańskiego samolotu An-24 u południowo-wschodnich wybrzeży wyspy.
  - USA i Wietnam nawiązały pełne stosunki dyplomatyczne.
- 1996 – Andrzej Gołota stoczył pierwszą walkę z Riddickiem Bowe, przegrywając przez dyskwalifikację z powodu ciosów poniżej pasa.
- 2001 – Port lotniczy w Nowym Orleanie otrzymał imię Louisa Armstronga.
- 2002 – Wojska marokańskie zajęły bezludną wysepkę Perejil, wywołując tym krótki konflikt zbrojny z Hiszpanią, uważany za pierwszą wojnę rozpoczętą w nowym tysiącleciu.
- 2003 – Wikipedia w języku hindi została uruchomiona.
- 2004 – Boris Tadić został prezydentem Serbii.
- 2005 – W Madrycie odbył się pierwszy w Hiszpanii ślub pary tej samej płci.
- 2006:
  - Microsoft zakończył wsparcie techniczne dla systemów Windows 98 i Windows Me.
  - Papież Benedykt XVI powołał na stanowisko rzecznika Stolicy Apostolskiej 64-letniego jezuitę ks. Federico Lombardiego.
  - W serii wybuchów 7 bomb w pociągach i na stacjach kolejowych w indyjskim Mumbaju zginęło 209 osób, a ponad 800 zostało rannych.
- 2007 – Wykonano pierwszy od 60 lat wyrok śmierci w amerykańskim stanie Dakota Południowa.
- 2008 – 6 osób zginęło, a ponad 60 zostało rannych w katastrofie polskiego autokaru w północnej Serbii.
- 2009 – Javier Velásquez został premierem Peru.
- 2010:
  - Całkowite zaćmienie Słońca nad Pacyfikiem i Ameryką Południową.
  - Hiszpania pokonała po dogrywce Holandię 1:0 w rozegranym na Soccer City Stadium w Johannesburgu (RPA) meczu finałowym XIX Mistrzostw Świata w Piłce Nożnej.
  - W zamachu bombowym w stolicy Ugandy Kampali zginęły 74 osoby, a 70 zostało rannych.
- 2011 – Lecący z Tomska do Surgutu samolot An-24 należący do Angara Airlines wodował awaryjnie na rzece Ob z powodu pożaru jednego z silników, w wyniku czego zginęło 7 spośród 37 osób na pokładzie.
- 2014 – Wojna w Donbasie: koło miasta Roweńky w obwodzie ługańskim rebelianci ostrzelali przy pomocy systemów rakietowych Grad kolumnę jednostek 24. Brygady Zmechanizowanej ukraińskiej armii, w wyniku czego zginęło 19 żołnierzy, a 93 zostało rannych.
- 2016 – W katastrofie wojskowego samolotu transportowego Lockheed C-130 Hercules w pobliżu bazy w Montijo pod Lizboną zginęły 3 osoby, a jedna została ranna.
- 2018 – Beate Zschäpe, współzałożycielka i liderka neonazistowskiej komórki terrorystycznej Nationalsozialistischer Untergrund (NSU), została skazana na karę dożywotniego pozbawienia wolności za współudział w 10 zabójstwach na tle rasowym dokonanych w Niemczech w latach 2000–2007.
- 2022 – NASA przedstawiła pierwsze operacyjne zdjęcie wykonane przez Kosmiczny Teleskop Jamesa Webba, przedstawiające gromadę galaktyk SMACS 0723 znajdującą się w odległości 4,6 miliarda lat świetlnych w konstelacji Ryby Latającej.

## Urodzili się
- 154 – Bardesanes, syryjski gnostyk, filozof, poeta (zm. 222)
- 1274 – Robert I Bruce, król Szkocji (zm. 1329)
- 1458 – Kacper Wittelsbach, palatyn i książę Palatynatu–Zweibrücken (zm. 1527)
- 1552:
  - Ottavio Paravicini, włoski duchowny katolicki, biskup Alessandrii, nuncjusz apostolski, kardynał (zm. 1611)
  - Flaminio Piatti, włoski kardynał (zm. 1613)
- 1558 – Robert Greene, angielski prozaik, dramaturg (zm. 1592)
- 1561 – Luis de Góngora, hiszpański poeta (zm. 1627)
- 1600 – Matthias von Krockow, polski i brandenburski polityk, dyplomata, prawnik (zm. 1675)
- 1638 – Olimpia Mancini, francuska arystokratka (zm. 1708)
- 1657 – Fryderyk I Hohenzollern, elektor Brandenburgii, król Prus (zm. 1713)
- 1662 – Maksymilian II Emanuel, elektor Bawarii (zm. 1726)
- 1694 – Charles-Antoine Coypel, francuski malarz (zm. 1752)
- 1697 – Jean Baptiste Bourguignon d’Anville, francuski geograf, kartograf (zm. 1782)
- 1711 – Kasper von Saldern, niemiecki dyplomata w służbie holsztyńskiej i rosyjskiej (zm. 1786)
- 1723 – Jean-François Marmontel, francuski pisarz, historyk, filozof, krytyk literacki (zm. 1799)
- 1732 – Jérôme Lalande, francuski matematyk, astronom, pisarz (zm. 1807)
- 1738 – Albert Sasko-Cieszyński, książę cieszyński, namiestnik Niderlandów Habsburskich (zm. 1822)
- 1744 – Pierce Butler, amerykański polityk, senator (zm. 1822)
- 1745 – Józef Wincenty Plater, generał lejtnant Armii Wielkiego Księstwa Litewskiego, kasztelan trocki, konsyliarz Rady Nieustającej, marszałek Trybunału Głównego Wielkiego Księstwa Litewskiego, uczestnik konfederacji targowickiej (zm. 1806)
- 1750 – François-Philippe de Foissac-Latour, francuski generał, inżynier (zm. 1804)
- 1754 – Thomas Bowdler, brytyjski lekarz, pisarz (zm. 1825)
- 1757 – Johann Matthäus Bechstein, niemiecki przyrodnik, leśnik, ornitolog (zm. 1822)
- 1767 – John Quincy Adams, amerykański polityk, sekretarz stanu, prezydent USA (zm. 1848)
- 1781 – Savignano sul Rubicone, włoski hrabia, badacz starożytności (zm. 1860)
- 1801 – John-Étienne Chaponnière, szwajcarski rzeźbiarz (zm. 1835)
- 1807 – Joseph Tichatschek, czeski śpiewak operowy (tenor) (zm. 1886)
- 1811:
  - William Grove, brytyjski chemik, wynalazca (zm. 1896)
  - Johann Georg von Hahn, austriacki dyplomata, filolog, albanista (zm. 1869)
- 1814 – Antoni Wilczewski, polski lekarz (zm. po 1842)
- 1818 – William Edward Forster, brytyjski polityk (zm. 1886)
- 1825 – Gabriel Sundukian, ormiański prozaik, dramaturg (zm. 1912)
- 1826:
  - John Fowler, brytyjski wynalazca, przemysłowiec (zm. 1864)
  - Franz Grashof, niemiecki inżynier-mechanik (zm. 1893)
- 1832 – Charilaos Trikupis, grecki polityk, premier Grecji (zm. 1896)
- 1836 – Antônio Carlos Gomes, brazylijski kompozytor (zm. 1896)
- 1838:
  - Wojciech Kętrzyński, polski historyk, uczestnik powstania styczniowego, więzień polityczny (zm. 1918)
  - Rafał Ludwik Maszkowski, polski skrzypek, dyrygent (zm. 1901)
- 1839 – Aleksander Ostrowicz, polski lekarz, chirurg, działacz turystyczny (zm. 1903)
- 1841 – Reginald Talbot, brytyjski generał, polityk (zm. 1929)
- 1842:
  - Henry Abbey, amerykański poeta (zm. 1911)
  - Robert Finlay, brytyjski arystokrata, prawnik, polityk (zm. 1929)
- 1844:
  - Piotr Tkaczow, rosyjski pisarz, krytyk literacki, teoretyk rewolucjonistyczny (zm. 1886)
  - Wincenty Zakrzewski, polski historyk (zm. 1918)
- 1846:
  - Léon Bloy, francuski pisarz katolicki (zm. 1917)
  - Jaroslav Goll, czeski historyk, poeta, eseista (zm. 1929)
- 1854 – Józefa od św. Jana Bożego Ruano García, hiszpańska zakonnica, męczennica, błogosławiona (zm. 1936)
- 1855 – Karl Nordström, szwedzki malarz (zm. 1923)
- 1857 – Joseph Larmor, irlandzki fizyk, matematyk (zm. 1942)
- 1859 – Alfred Maria Willner, austriacki kompozytor, muzykolog, librecista (zm. 1929)
- 1863 – Gieorgij Bobrinski, rosyjski generał, polityk (zm. 1928)
- 1864 – Charles Dawson, brytyjski archeolog amator (zm. 1916)
- 1865 – Stanisław Sittenfeld, polski szachista pochodzenia żydowskiego (zm. 1902)
- 1866 – Irena Hessen-Darmstadt, księżniczka Hesji i Renu, księżna pruska (zm. 1953)
- 1868 – Tadeusz Gałecki, polski generał brygady (zm. 1941)
- 1871 – Jan Adamowicz, polski rolnik, samorządowiec, polityk, poseł na Sejm RP (zm. po 1944)
- 1872:
  - Jakub Kania, polski poeta i pisarz ludowy, działacz oświatowy i narodowy (zm. 1957)
  - José María Orellana, gwatemalski polityk, prezydent Gwatemali (zm. 1926)
- 1874 – Charles Van Den Born, belgijski kolarz torowy (zm. 1958)
- 1876 – Robert Elias Fries, szwedzki mykolog (zm. 1966)
- 1877 – Aleksander Lewicki, polski podpułkownik rezerwy artylerii, ziemianin, kupiec, przemysłowiec (zm. 1935)
- 1878 – Jan Marian Czerwiński, polski inżynier technolog, polityk, senator RP (zm. 1962)
- 1880 – Dorothea Köring, niemiecka tenisistka (zm. 1945)
- 1881:
  - Willem van Blijenburgh, holenderski wojskowy, szablista (zm. 1936)
  - Jan Szembek, polski dyplomata (zm. 1945)
- 1882 – Leonard Nelson, niemiecki filozof, matematyk (zm. 1927)
- 1883 – Walter Pach, amerykański malarz, krytyk sztuki, pedagog (zm. 1958)
- 1885:
  - Roger de La Fresnaye, francuski malarz (zm. 1925)
  - Jan Spilka, polski podpułkownik artylerii (zm. 1942)
  - Edward Szturm de Sztrem, polski statystyk, demograf (zm. 1962)
- 1888:
  - Carl Schmitt, niemiecki politolog, prawnik, filozof (zm. 1985)
  - Anna Zawadzka, polska malarka (zm. 1983)
- 1889 – Alfred Green, amerykański aktor, reżyser i producent filmowy (zm. 1960)
- 1890:
  - Merton Beckwith-Smith, brytyjski generał major (zm. 1942)
  - Arthur Tedder, brytyjski marszałek lotnictwa (zm. 1967)
  - Petras Vaičiūnas, litewski poeta, dramaturg, tłumacz (zm. 1959)
- 1891 – Herbert Olivecrona, szwedzki neurochirurg (zm. 1980)
- 1892 – Thomas Mitchell, amerykański aktor, scenarzysta filmowy (zm. 1962)
- 1893 – Tancred Ibsen, norweski reżyser filmowy (zm. 1978)
- 1895:
  - Franciszek Kolbusz, polski wojskowy, polityk, poseł na Sejm RP, ostatni prezydent Brześcia nad Bugiem (zm. 1940)
  - Dorothy Wilde, brytyjska pisarka, poetka, tłumaczka (zm. 1941)
- 1896 – Ludwik Fleck, polski mikrobiolog, wykładowca akademicki pochodzenia żydowskiego (zm. 1961)
- 1897:
  - Bernard Birkenfeld, polski architekt pochodzenia żydowskiego (zm. 1942)
  - Gregorio Fuentes, kubański rybak (zm. 2002)
  - Czesław Jakubowski, polski rotmistrz (zm. 1920)
  - Pawieł Kabanow, radziecki generał pułkownik wojsk technicznych (zm. 1987)
  - Zygmunt Novák, polski architekt krajobrazu (zm. 1972)
  - Janusz Wielowieyski, polski polityk, senator RP (zm. 1939)
- 1898 – Ludwik Slaski, polski działacz społeczny (zm. 1976)
- 1899:
  - Frits Kuipers, holenderski piłkarz, wioślarz (zm. 1943)
  - Piotr Pawlenko, rosyjski pisarz, scenarzysta filmowy (zm. 1951)
  - Władysław Pokorny, polski kapitan obserwator (zm. 1934)
  - Stanisław Smreczyński (junior), polski entomolog, wykładowca akademicki (zm. 1975)
  - E.B. White, amerykański pisarz (zm. 1985)
- 1901:
  - Aniela Pawlikowska, polska malarka, portrecistka, ilustratorka (zm. 1980)
  - Jakub Rotbaum, polski malarz, reżyser teatralny pochodzenia żydowskiego (zm. 1994)
- 1902:
  - Samuel Goudsmit, holenderski fizyk-teoretyk pochodzenia żydowskiego (zm. 1978)
  - Henryk Piątkowski, polski generał brygady (zm. 1969)
- 1903:
  - William Fisher, niemiecki agent wywiadu radzieckiego (zm. 1971)
  - Władysław Żeleński, polski prawnik, historyk, publicysta (zm. 2006)
- 1905:
  - Kikutarō Baba, japoński malakolog, wykładowca akademicki (zm. 2001)
  - Olaf Falk, szwedzki bokser (zm. 1929)
  - Marta Melusja Rybka, niemiecka elżbietanka, męczennica, czcigodna Służebnica Boża (zm. 1945)
- 1906:
  - George Lawson, brytyjski polityk (zm. 1978)
  - Boris Woltowski, radziecki polityk (zm. 1983)
  - Harry von Zell, amerykański aktor, komik, spiker radiowy (zm. 1981)
- 1907:
  - Janusz Poray-Biernacki, polski pisarz (zm. 1996)
  - Feliks Widy-Wirski, polski lekarz, polityk, minister informacji i propagandy (zm. 1982)
- 1909:
  - Song Renqiong, chiński generał (zm. 2005)
  - Helena Szołdrska, polska archeolog, żołnierz AK (zm. 1992)
- 1910 – Kazimierz Flatau, polski klawesynista, astrolog, tłumacz, krytyk muzyczny (zm. 2000)
- 1911:
  - Trygve Edin, norweski skoczek narciarski (zm. 1948)
  - Erna Flegel, niemiecka pielęgniarka (zm. 2006)
- 1912:
  - Sergiu Celibidache, rumuński dyrygent, kompozytor, pedagog (zm. 1996)
  - Aino Taube, szwedzka aktorka (zm. 1990)
- 1913 – Edmund Wengerek, polski prawnik (zm. 1978)
- 1914:
  - Anibal Carmelo Troilo, argentyński kompozytor i muzyk tanga (zm. 1975)
  - Sven Fahlman, szwedzki szpadzista (zm. 2003)
- 1916:
  - Aleksandr Prochorow, rosyjski fizyk, laureat Nagrody Nobla (zm. 2002)
  - Marian Teleszyński, polski kapitan, cichociemny, ortopeda (zm. 1985)
  - Gough Whitlam, australijski prawnik, polityk, premier Australii (zm. 2014)
- 1917:
  - Elżbieta Kurtz, polska siatkarka (zm. 2013)
  - Ed Sadowski, amerykański koszykarz, trener (zm. 1990)
- 1918 – Venetia Burney, brytyjska pomysłodawczyni nazwy dla Plutona (zm. 2009)
- 1919:
  - Czesław Golak, polski kleryk, Sługa Boży (zm. 1941)
  - Janusz Tarnowski, polski duchowny katolicki (zm. 2012)
- 1920 – Yul Brynner, amerykański aktor pochodzenia rosyjskiego (zm. 1985)
- 1921:
  - Gieorgij Bajewski, radziecki generał major lotnictwa (zm. 2005)
  - Petter Hugsted, norweski skoczek narciarski (zm. 2000)
  - Stefan Knapp, polski artysta plastyk (zm. 1996)
- 1922:
  - Filippo Mancuso, włoski prawnik, polityk (zm. 2011)
  - Fritz Riess, niemiecki kierowca wyścigowy (zm. 1991)
- 1923:
  - Zygmunt Brzosko, polski podporucznik, żołnierz AK, uczestnik powstania warszawskiego (zm. 1944)
  - Ludmila Dvořáková, czeska śpiewaczka operowa (sopran) (zm. 2015)
  - František Havránek, czeski piłkarz, trener (zm. 2011)
  - Ray Lumpp, amerykański koszykarz (zm. 2015)
  - Nena, brazylijski piłkarz (zm. 2010)
  - Richard Pipes, amerykański historyk, sowietolog pochodzenia żydowskiego (zm. 2018)
- 1924:
  - Janusz Stępkowski polski architekt, urbanista, konserwator zabytków (zm. 2018)
  - Jan Strzałkowski, polski dziennikarz sportowy (zm. 2014)
  - Alberto Uria, urugwajski kierowca wyścigowy (zm. 1988)
- 1925:
  - Paul Bertrand, francuski duchowny katolicki, biskup Mende (zm. 2022)
  - Nicolai Gedda, szwedzki śpiewak operowy (tenor) (zm. 2017)
  - Maria Hirszowicz, polska socjolog (zm. 2007)
  - Peter Kyros, amerykański polityk (zm. 2012)
  - Fernando Matthei, chilijski generał sił powietrznych, polityk, minister zdrowia (zm. 2017)
  - Georges Schneider, szwajcarski narciarz alpejski (zm. 1963)
  - Jerzy Szweykowski, polski botanik, genetyk (zm. 2002)
- 1926 – Peter Bennett, australijski futbolista, piłkarz wodny (zm. 2012)
- 1927:
  - Theodore Maiman, amerykański fizyk (zm. 2007)
  - Jerzy Mindziukiewicz, polski ekonomista, działacz konspiracji niepodległościowej w czasie II wojny światowej, działacz kombatancki (zm. 2024)
- 1928:
  - Michel Aurillac, francuski polityk, minister (zm. 2017)
  - Marcos Calderón, peruwiański piłkarz, trener (zm. 1987)
  - Bobo Olson, amerykański bokser (zm. 2002)
  - Marian Ziembiński, polski szachista (zm. 2017)
- 1929:
  - Piet van Heusden, holenderski kolarz torowy (zm. 2023)
  - David Kelly, irlandzki aktor (zm. 2012)
- 1930:
  - Harold Bloom, amerykański krytyk literacki i kulinarny pochodzenia żydowskiego (zm. 2019)
  - Zbigniew Dolecki, polski poeta, prozaik, krytyk literacki, filmowy i muzyczny (zm. 1990)
  - Tarcisio Pillolla, włoski duchowny katolicki, biskup Iglesias (zm. 2021)
  - Mojmir Sepe, słoweński trębacz jazzowy, kompozytor, dyrygent, aranżer (zm. 2020)
  - Daniel Szczechura, polski scenarzysta i reżyser filmów animowanych, scenograf, pedagog
- 1931:
  - Jan Appenheimer, polski koszykarz (zm. 2019)
  - Edward Bugała, polski lekkoatleta
  - Tab Hunter, amerykański aktor, piosenkarz, pisarz (zm. 2018)
  - Irena Lewandowska, polska tłumaczka (zm. 2018)
  - Zbigniew Makomaski, polski lekkoatleta, płotkarz, sprinter i średniodystansowiec
  - Jerzy Rudnicki, polski alpinista, taternik (zm. 1988)
  - Dave Toschi, amerykański policjant śledczy (zm. 2018)
- 1932:
  - Jewgienij Awrorin, rosyjski fizyk (zm. 2018)
  - Gerrit Voges, holenderski piłkarz (zm. 2007)
- 1933:
  - Olga Havlová, czechosłowacka i czeska pierwsza dama (zm. 1996)
  - Sławomir Szof, polski dziennikarz radiowy i telewizyjny (zm. 2019)
  - Wiesław Wiatrak, polski inżynier i konstruktor motoryzacyjny (zm. 2017)
- 1934:
  - Giorgio Armani, włoski projektant mody
  - Woody Sauldsberry, amerykański koszykarz (zm. 2007)
  - Jaume Traserra Cunillera, hiszpański duchowny katolicki, biskup Solsony (zm. 2019)
  - Wiktor Wujaczicz, białoruski piosenkarz (zm. 1999)
- 1935:
  - Zygmunt Bartoszewicz, polski polityk, poseł na Sejm RP (zm. 2010)
  - Earlene Brown, amerykańska lekkoatletka, kulomiotka i dyskobolka (zm. 1983)
  - Stanisław Nowak, polski duchowny katolicki, arcybiskup metropolita częstochowski (zm. 2021)
- 1936:
  - Hana Doskočilová, czeska autorka książek dla dzieci (zm. 2019)
  - Carole Quinton, brytyjska lekkoatletka, płotkarka
- 1937 – Bai Xianyong, chiński pisarz
- 1938:
  - Jiří Krampol, czeski aktor (zm. 2025)
  - Georges Morel, francuski wioślarz (zm. 2004)
- 1939 – Zbisław Janikowski, polski pisarz, działacz społeczny (zm. 2020)
- 1940:
  - Luwsanszarawyn Cend, mongolski łyżwiarz szybki (zm. 2023)
  - Tadeusz Piotrowski, polski żeglarz (zm. 2019)
  - Félix Ruiz, hiszpański piłkarz (zm. 1993)
  - Adam Styka, polski malarz, grafik, pedagog
- 1941:
  - Wiesław Niewęgłowski, polski duchowny katolicki, pisarz, pracownik naukowy (zm. 2023)
  - Wojciech Skowroński, polski pianista, wokalista, aranżer, kompozytor (zm. 2002)
- 1942:
  - Jean Jourden, francuski kolarz szosowy (zm. 2024)
  - Bernard Laidebeur, francuski lekkoatleta, sprinter (zm. 1991)
  - Tomasz Stańko, polski trębacz jazzowy (zm. 2018)
- 1943:
  - Pedro Carrasco, hiszpański bokser (zm. 2001)
  - Richard Cottrell, brytyjski dziennikarz, publicysta, polityk, eurodeputowany (zm. 2024)
  - Howard Gardner, amerykański psycholog
  - Susan Seaforth Hayes, amerykańska aktorka
  - Tom Holland, amerykański reżyser, scenarzysta, aktor i producent filmowy
  - Mieczysław Machnicki, polski poeta, prozaik (zm. 2021)
  - Rolf Stommelen, niemiecki kierowca wyścigowy (zm. 1983)
- 1944:
  - Lou Hudson, amerykański koszykarz (zm. 2014)
  - Stanisław Jarmoliński, polski lekarz, polityk, poseł na Sejm RP
  - Elżbieta Tarkowska, polska socjolog (zm. 2016)
  - Valdeir Vieira, brazylijski trener piłkarski
- 1945:
  - João de Deus Pinheiro, portugalski polityk, eurodeputowany i eurokomisarz
  - Junji Kawano, japoński piłkarz
  - Lech Nadarkiewicz, polski skoczek narciarski, trener, działacz sportowy (zm. 2010)
- 1946:
  - Dick Cunningham, amerykański koszykarz
  - David Friedgood, południowoafrykański szachista
  - Anna Góralska, polska historyk literatury polskiej (zm. 2006)
  - Ed Markey, amerykański polityk, senator
  - Uładzimir Niaklajeu, białoruski poeta, prozaik, polityk
  - Michał Tarkowski, polski kabareciarz, aktor, scenarzysta i reżyser filmowy
  - Beverly Todd, amerykańska aktorka
- 1947:
  - Richard Chartres, brytyjski duchowny anglikański, biskup Londynu
  - John Holt, jamajski wokalista reggae (zm. 2014)
  - Bo Lundgren, szwedzki polityk
  - Shwe Mann, birmański generał, polityk
  - Violeta Quesada, kubańska lekkoatletka, sprinterka (zm. 2024)
  - Victor Surdu, rumuński agronom, polityk (zm. 2011)
- 1948:
  - Rustam Akramov, uzbecki piłkarz, trener (zm. 2022)
  - Jan Dolczewski, polski koszykarz, trener
  - Juan García Rodríguez, kubański duchowny katolicki, arcybiskup Camagüey, arcybiskup metropolita Hawany
  - Martin Rushent, brytyjski producent muzyczny (zm. 2011)
  - Hector Zazou, francuski kompozytor, muzyk, producent muzyczny (zm. 2008)
  - Jamshid Zokirov, uzbecki aktor (zm. 2012)
- 1949:
  - Jerzy Barglik, polski elektrotermik, elektrotechnolog
  - Émerson Leão, brazylijski piłkarz, bramkarz, trener
  - Shane Ross, irlandzki polityk, publicysta
  - Miikka Toivola, fiński piłkarz (zm. 2017)
- 1950:
  - Lawrence DeLucas, amerykański biochemik, astronauta
  - Bruce McGill, amerykański aktor
  - Bonnie Pointer, amerykańska, aktorka, wokalistka, członkini zespołu The Pointer Sisters (zm. 2020)
  - Rifat Rastoder, czarnogórski dziennikarz, polityk, p.o. prezydenta Czarnogóry (zm. 2023)
  - Hernán Rivera Letelier, chilijski poeta, prozaik
  - Lilian Watson, amerykańska pływaczka
- 1951:
  - Wiaczesław Anisin, rosyjski hokeista, trener
  - Jehoszua Gal, izraelski piłkarz
  - Krzysztof Jung, polski malarz, grafik, performer (zm. 1998)
  - Klaus-Peter Justus, niemiecki lekkoatleta, średniodystansowiec
  - Jerzy Kupiec-Węgliński, polski chirurg, transplantolog, immunolog
  - Wolfgang Maibohm, niemiecki siatkarz
  - Walter Meeuws, belgijski piłkarz
  - Nikołaj Patruszew, rosyjski generał, polityk
  - Aleksandër Peçi, albański kompozytor
  - Vincentius Sensi Potokota, indonezyjski duchowny katolicki, biskup Maumere, arcybiskup Ende (zm. 2023)
- 1952:
  - Zbigniew Fras, polski historyk (zm. 1998)
  - Stephen Lang, amerykański aktor
- 1953:
  - Danuta Darmstetter, polska piłkarka ręczna, bramkarka
  - Jair Gaúcho, brazylijski piłkarz
  - Leon Spinks, amerykański bokser (zm. 2021)
  - Mindy Sterling, amerykańska aktorka
- 1954:
  - Jan Błędowski, polski skrzypek, kompozytor, członek zespołu Krzak
  - Alejandro Camacho, meksykański aktor
  - Tomasz Imieliński, polski informatyk
  - Mirosław Kowalski, polski dziennikarz, wydawca (zm. 2022)
  - Ilona Łepkowska, polska scenarzystka filmowa i serialowa, pisarka
  - Ryszard Olesiński, polski gitarzysta, członek zespołu Maanam (zm. 2025)
- 1955:
  - Lars Karlsson, szwedzki szachista
  - Paul Alois Lakra, indyjski duchowny katolicki, biskup Gumla (zm. 2021)
  - Roman Sasin, polski samorządowiec, polityk, poseł na Sejm RP
- 1956:
  - Juanita Chambers, amerykańska brydżystka (zm. 2016)
  - Monika Olejnik, polska dziennikarka
  - Antonio Michele Trizza, włoski prawnik, samorządowiec, polityk
  - Sela Ward, amerykańska aktorka
- 1957:
  - Peter Murphy, brytyjski wokalista, członek zespołu Bauhaus
  - Michael Rose, jamajski wykonawca muzyki reggae i dancehall
- 1958:
  - Wojciech Bogaczyk, polski historyk, publicysta, polityk (zm. 2019)
  - Michaił Lesin, rosyjski polityk (zm. 2015)
  - Mark Lester, brytyjski aktor
  - Hugo Sánchez, meksykański piłkarz, trener
  - Hank Shermann, duński gitarzysta, kompozytor
  - Janusz Stepnowski, polski duchowny katolicki, biskup łomżyński
- 1959:
  - Heidi-Elke Gaugel, niemiecka lekkoatletka, sprinterka
  - Jacques Lüthy, szwajcarski narciarz alpejski
  - Jan Maćkowiak, polski samorządowiec, wicemarszałek województwa świętokrzyskiego
  - Tobias Moretti, austriacki aktor
  - Jovica Nikolić, serbski piłkarz, trener
  - Tokia Saïfi, francuska polityk pochodzenia algierskiego
  - Richie Sambora, amerykański gitarzysta, wokalista, autor tekstów, producent muzyczny
  - Lawrence Stroll, kanadyjski miliarder pochodzenia żydowskiego
  - Suzanne Vega, amerykańska piosenkarka, kompozytorka, autorka tekstów
- 1960:
  - Tomoyuki Kajino, japoński piłkarz
  - Ilie Matei, rumuński zapaśnik
  - Dżafar Panahi, irański reżyser, scenarzysta, producent i montażysta filmowy
  - Kazimierz Przybyś, polski piłkarz
  - Lynn Williams, kanadyjska lekkoatletka, biegaczka długodystansowa i przełajowa
- 1961:
  - Laurence Golborne, chilijski inżynier, menedżer, przedsiębiorca, polityk
  - Ofir Pines-Paz, izraelski polityk
  - Caroline Quentin, brytyjska aktorka
- 1962:
  - Kerrith Brown, brytyjski judoka
  - Zuzana Brzobohatá, czeska inżynier, polityk, eurodeputowana
  - Pauline McLynn, irlandzka aktorka
  - Michał Sołowow, polski przedsiębiorca, kierowca rajdowy
- 1963:
  - Mercedes González, hiszpańska kolarka górska
  - Liu Haiguang, chiński piłkarz
  - Lisa Rinna, amerykańska aktorka
- 1964:
  - Craig Charles, brytyjski aktor, prezenter radiowy i telewizyjny
  - Marvyn Cox, brytyjski żużlowiec
  - Bruno Dreossi, włoski kajakarz
  - Ingrid Haringa, holenderska kolarka torowa, łyżwiarka szybka
  - Helmut Krausser, niemiecki poeta, prozaik, dramaturg, kompozytor, szachista
  - Michał Kruszona, polski historyk kultury, pisarz, muzealnik
  - Piotr Luczyk, polski gitarzysta, członek zespołu Kat
- 1965:
  - Tony Cottee, angielski piłkarz, trener
  - Ernesto Hoost, holenderski kick-boxer
  - Iveta Malachovská, słowacka prezenterka telewizyjna, aktorka
  - Adam Ziemiński, polski trener koszykówki
- 1966:
  - Debbe Dunning, amerykańska aktorka
  - Greg Grunberg, amerykański aktor pochodzenia żydowskiego
  - Johnny Hansen, duński piłkarz
  - Włodzimierz Kula, polski polityk, poseł na Sejm RP
  - Cheb Mami, algierski piosenkarz
  - Kentarō Miura, japoński autor komiksów (zm. 2021)
  - Rod Strickland, amerykański koszykarz, trener
- 1967:
  - Jeff Corwin, amerykański biolog, ekolog, prezenter telewizyjny
  - Monique Éwanjé-Épée, francuska lekkoatletka, płotkarka pochodzenia kameruńskiego
  - Roberto Hernández, meksykański piłkarz, trener
  - Marek Kuczyński, polski kompozytor, dźwiękowiec
  - Jhumpa Lahiri, amerykańska pisarka pochodzenia bengalskiego
  - Bent-Ove Pedersen, norweski tenisista
  - Elfie Simchen, niemiecka narciarka dowolna
- 1968:
  - Krzysztof Bojarski, polski lekarz, samorządowiec, poseł na Sejm RP
  - Wellington de Queiroz Vieira, brazylijski duchowny katolicki, biskup-prałat Cristalândii
  - Matt Sherrod, amerykański perkusista, członek zespołu Crowded House
- 1969:
  - Elmar Díaz Solórzano, meksykański polityk
  - John Kiffmeyer, amerykański perkusista
  - Corentin Martins, francuski piłkarz
  - Lito Vidigal, angolski piłkarz, trener
- 1970:
  - Iván Castillo, boliwijski piłkarz
  - Justin Chambers, amerykański aktor, model
  - Osvaldo Hernández, kubański siatkarz
  - Sajjad Karim, brytyjski prawnik, polityk, eurodeputowany pochodzenia pakistańskiego
  - Isel López, kubańska lekkoatletka, oszczepniczka
  - Basarab Panduru, rumuński piłkarz
  - Christian Porter, australijski polityk
  - Amir Szelach, izraelski piłkarz
- 1971:
  - Albert Guardado, amerykański bokser
  - Leisha Hailey, amerykańska aktorka, piosenkarka, producentka muzyczna
  - Łukasz (Kowałenko), ukraiński biskup prawosławny
  - Piotr Kraśko, polski dziennikarz i prezenter telewizyjny
  - Michel Reimon, austriacki pisarz, dziennikarz, publicysta, polityk, eurodeputowany
- 1972:
  - Izabela Bujniewicz, polska aktorka, wokalistka
  - Stanisław Bułajewski, polski prawnik, samorządowiec, burmistrz Mrągowa
  - Henrique Capriles Radonski, wenezuelski polityk
  - John Douglas, brytyjski perkusista, członek zespołu Anathema
  - Ignacy (Karagiozow), bułgarski biskup prawosławny
  - Patsy Maegerman, belgijska kolarka szosowa
  - Steven Richards, nowozelandzki kierowca wyścigowy
  - Michael Rosenbaum, amerykański aktor pochodzenia żydowskiego
  - Marcin Rumiński, polski podróżnik, pisarz (zm. 2004)
  - Anders Sandberg, szwedzki badacz, naukowiec, futurysta, transhumanista, pisarz
- 1973:
  - Andrew Bird, amerykański piosenkarz, kompozytor, autor tekstów
  - Daisy Donovan, brytyjska aktorka, pisarka, prezenterka telewizyjna
  - Konstandinos Kienderis, grecki lekkoatleta, sprinter
- 1974:
  - Anda Čakša, łotewska lekarka, menedżer służby zdrowia, polityk
  - Michael Hartmann, niemiecki piłkarz
  - Hermann Hreiðarsson, islandzki piłkarz
  - Kim Han-yoon, południowokoreański piłkarz
  - István Majoros, węgierski zapaśnik
  - André Ooijer, holenderski piłkarz
  - Lil’ Kim, amerykańska raperka
- 1975:
  - Rubén Baraja, hiszpański piłkarz
  - Magdalena Gużkowska-Nurkiewicz, polska szachistka
  - Samer el Nahhal, fiński basista pochodzenia egipskiego, członek zespołu Lordi
  - Thomas Ulrich, niemiecki bokser
- 1976:
  - Wojciech Cugowski, polski gitarzysta, wokalista, członek zespołu Bracia
  - Xavier Noël, francuski bokser
  - Ali Reza Rezaji, irański zapaśnik
- 1977:
  - Salman Isa, bahrajński piłkarz
  - Goapele, amerykańska piosenkarka
  - Robert Kempiński, polski szachista
  - Finau Maka, tongański rugbysta
  - Edward Moss, amerykański aktor, tancerz
  - Jorge Ramírez, kubański piłkarz
  - Gorazd Škof, słoweński piłkarz ręczny, bramkarz
- 1978:
  - Cristian Badilla, kostarykański piłkarz
  - Swietłana Ganina, rosyjska tenisistka stołowa
  - Mattias Gustafsson, szwedzki piłkarz ręczny
  - Bruno Julie, maurytyjski bokser
  - Przemysław Marchlewicz, polski przedsiębiorca, samorządowiec, członek zarządu województwa pomorskiego
  - Dechawat Poomjaeng, tajski snookerzysta
  - Massimiliano Rosolino, włoski pływak
  - Charis Yulianto, indonezyjski piłkarz
- 1979:
  - Daniel Calvo, hiszpański piłkarz
  - Femke Dekker, holenderska wioślarka
  - Jan Farský, czeski samorządowiec, polityk
  - Ahmed Salah Hosni, egipski piłkarz
  - Gábor Korolovszky, węgierski piłkarz
  - Siergiej Kosiłow, rosyjski piłkarz
  - Agnieszka Owczarczak, polska bizneswoman, działaczka samorządowa
  - Jaromír Paciorek, czeski piłkarz (zm. 2025)
  - Raio Piiroja, estoński piłkarz
  - Jeff Trepagnier, amerykański koszykarz
  - Wrethov, szwedzki piosenkarz, autor tekstów
- 1980:
  - Mathias Boe, duński badmintonista
  - Durval, brazylijski piłkarz
  - Steeve Elana, martynikański piłkarz, bramkarz
  - Pius Ikedia, nigeryjski piłkarz
  - Abby Johnson, amerykańska aktywistka pro-life
  - Jabu Mahlangu, południowoafrykański piłkarz
  - Rafał Piech, polski samorządowiec, prezydent Siemianowic Śląskich
- 1981:
  - Lionel Cox, belgijski strzelec sportowy
  - Marguerite Houston, australijska wioślarka
  - Żirajr Howhannisjan, ormiański zapaśnik
- 1982:
  - Alexander Madlung, niemiecki piłkarz
  - Clifford Miranda, indyjski piłkarz
- 1983:
  - Peter Cincotti, amerykański wokalista i pianista jazzowy
  - Marie Serneholt, szwedzka wokalistka, członkini zespołu A*Teens
  - Rafał Śliż, polski skoczek narciarski
- 1984:
  - Tanith Belbin, amerykańska łyżwiarka figurowa pochodzenia kanadyjskiego
  - Naoko Hashimoto, japońska siatkarka
  - Joe Pavelski, amerykański hokeista pochodzenia polskiego
  - Ben Spies, amerykański motocyklista wyścigowy
  - Morné Steyn, południowoafrykański rugbysta
  - Rachael Taylor, australijska aktorka, modelka
  - Jekatierina Wiłkowa, rosyjska aktorka
- 1985:
  - Robert Adamson, amerykański aktor
  - Martín Anselmi, argentyński trener piłkarski
  - Geoff Cameron, amerykański piłkarz
  - Orestis Karnezis, grecki piłkarz, bramkarz
  - Lilian Marijnissen, holenderska działaczka samorządowa, polityk
  - Ele Opeloge, samoańska sztangistka
  - Jonathan Sexton, irlandzki rugbysta
  - Genevra Stone, amerykańska wioślarka
  - Alessandro Terrin, włoski pływak
  - Tito, hiszpański piłkarz
  - Jakub Wilk, polski piłkarz
- 1986:
  - Nana Akwasi Asare, ghański piłkarz
  - Raúl García, hiszpański piłkarz
  - Yoann Gourcuff, francuski piłkarz
  - Marco Zanni, włoski polityk
  - Sharnee Zoll, amerykańska koszykarka
- 1987:
  - Cheng Shu, chińska badmintonistka
  - Wesley Johnson, amerykański koszykarz
  - Davide Malacarne, włoski kolarz przełajowy i szosowy
  - Chris Malonga, kongijski piłkarz
  - William Meynard, francuski pływak
  - Maximilian Müller, niemiecki hokeista na trawie
- 1988:
  - Andreas Bjelland, duński piłkarz
  - Étienne Capoue, francuski piłkarz
  - Alexander Mejía, kolumbijski piłkarz
  - Joan Smalls, portorykańska modelka
  - Natalja Żedik, rosyjska koszykarka
- 1989:
  - Konrad Czerniak, polski pływak
  - Edward Dawkins, nowozelandzki kolarz torowy
  - David Henrie, amerykański aktor
  - Marcel Hernández, kubański piłkarz
  - Martin Kližan, słowacki tenisista
  - Tobias Sana, szwedzki piłkarz
- 1990:
  - Mona Barthel, niemiecka tenisistka
  - Adam Jezierski, hiszpański aktor pochodzenia polskiego
  - Connor Paolo, amerykański aktor
  - Nikos Papas, grecki koszykarz
  - Lynsey Sharp, brytyjska lekkoatletka, biegaczka średniodystansowa
  - Risa Shinnabe, japońska siatkarka
  - Caroline Wozniacki, duńska tenisistka pochodzenia polskiego
- 1991:
  - Bədavi Hüseynov, azerski piłkarz
  - Rusłan Samitow, rosyjski lekkoatleta, sprinter
  - Tom Shields, amerykański pływak
- 1992:
  - Maja Blazej, słoweńska lekkoatletka, tyczkarka
  - Karise Eden, australijska piosenkarka, autorka tekstów
  - Mohamed Elneny, egipski piłkarz
  - Petr Vakoč, czeski kolarz szosowy
- 1993:
  - Hanna Ałeksandrowa, ukraińska lekkoatletka, trójskoczkini
  - Rebecca Bross, amerykańska gimnastyczka
  - Ryan Strome, kanadyjski hokeista
  - Laura Unternährer, szwajcarska siatkarka
- 1994:
  - Caleb Ewan, australijski kolarz szosowy
  - Lucas Ocampos, argentyński piłkarz
  - Isaiah Taylor, amerykański koszykarz
- 1995:
  - Nikita Chajkin, rosyjski piłkarz
  - Émilien Jacquelin, francuski biathlonista
  - Dakota Mathias, amerykański koszykarz
  - Alina Striemous, mołdawska biathlonistka
- 1996:
  - Alessia Cara, kanadyjska piosenkarka pochodzenia włoskiego
  - Klaudia Gertchen, polska koszykarka
  - Philipp Lienhart, austriacki piłkarz
  - Małgorzata Lisiak, polska siatkarka
  - Cameron Oliver, amerykański koszykarz
  - Ahmet Önder, turecki gimnastyk
  - Andrija Živković, serbski piłkarz
- 1997:
  - Aric Holman, amerykański koszykarz
  - Rasmus Kristensen, duński piłkarz
  - Pawieł Siwakow, rosyjski kolarz szosowy
- 1998:
  - Edin Ibrahimovic, austriacki siatkarz pochodzenia bośniackiego
  - Seýdylla Täzäýew, turkmeński zapaśnik
- 1999:
  - Isabelle Haak, szwedzka siatkarka
  - Elena Tsineke, grecka koszykarka
- 2000:
  - Jonathan Burkardt, niemiecki piłkarz
  - Darko Czurlinow, macedoński piłkarz
  - Maggie Feng, amerykańska szachistka pochodzenia chińskiego
  - Mads Hermansen, duński piłkarz
  - Sophie Mair, austriacka skoczkini narciarska
  - Conrad Orzel, kanadyjski łyżwiarz figurowy pochodzenia polskiego
  - Carlos Robles, meksykański piłkarz
- 2001:
  - Damián Bobadilla, paragwajski piłkarz
  - Sophia Anne Caruso, amerykańska aktorka, piosenkarka
  - Łukasz Zjawiński, polski piłkarz
- 2002:
  - Amad Diallo, iworyjski piłkarz
  - Eduardo García, meksykański piłkarz, bramkarz
  - Oceana Mackenzie, australijska wspinaczka sportowa
  - Nguyễn Công Mạnh, wietnamski zapaśnik
  - Vicente Poggi, urugwajski piłkarz pochodzenia włoskiego
  - Matteo Ruggeri, włoski piłkarz
  - Si Jiahui, chiński snookerzysta
  - Dawid Tyszkowski, polski piosenkarz, autor tekstów, kompozytor
- 2003:
  - Daniel Jebbison, kanadyjski piłkarz pochodzenia jamajsko-angielskiego
  - Matías Lazo, peruwiański piłkarz
  - Lenny Martinez, francuski kolarz szosowy pochodzenia hiszpańskiego
- 2004:
  - Chase Emmer, amerykański florecista
  - Jesper Knudsen, duński żużlowiec
- 2005:
  - Jovan Mijatović, serbski piłkarz
  - Liam Pullen, angielski snookerzysta
  - Adrian Wójciak, polski lekkoatleta, sprinter

## Zmarli
- 472 – Antemiusz, cesarz rzymski (ur. 420)
- 969 – Olga Kijowska, wielka księżna kijowska, święta (ur. 923-27)
- 1004 – Tybald II, hrabia Blois (ur. ok. 985)
- 1110 – Eliasz I, hrabia Maine (ur. ?)
- 1174 – Amalryk I, król Jerozolimy (ur. 1136)
- 1183 – Otton I, książę Bawarii (ur. 1117)
- 1302 – Robert II d’Artois, książę Artois (ur. 1250)
- 1341 – Małgorzata Luksemburska, czeska królewna, księżna bawarska (ur. 1313)
- 1344 – Ulryk III, hrabia Wirtembergii (ur. ?)
- 1362 – Anna świdnicka, cesarzowa niemiecka, królowa czeska (ur. 1339)
- 1382 – Mikołaj z Oresme, francuski duchowny katolicki, biskup Lisieux, uczony, tłumacz (ur. ok. 1320)
- 1399 – Henryk VII z Blizną, książę brzesko-oławski i namysłowski (ur. ?)
- 1451 – Barbara Cylejska, królowa węgierska, czeska i niemiecka (ur. ?)
- 1492 – Hynek Podiebradowicz, książę ziębicki i hrabia kłodzki (ur. 1452)
- 1509 – Wilhelm II Średni, landgraf Dolnej i Górnej Hesji (ur. 1469)
- 1535 – Joachim I Nestor, elektor Brandenburgii (ur. 1484)
- 1551 – Girolamo Genga, włoski malarz (ur. ok. 1476)
- 1553 – Maurycy Wettyn, książę elektor Saksonii (ur. 1521)
- 1580 – Heinrich Paxmann, niemiecki lekarz, etnolog (ur. 1531)
- 1593 – Giuseppe Arcimboldo, włoski malarz (ur. 1527)
- 1628 – David Origanus, niemiecki matematyk, filozof, astronom, wykładowca akademicki (ur. 1558)
- 1682 – Nikita Pustoswiat, rosyjski duchowny prawosławny, a następnie staroobrzędowy (ur. ?)
- 1690 – Frédéric-Armand de Schomberg, francuski arystokrata, dowódca wojskowy, marszałek Francji, angielski generał (ur. 1615)
- 1703 – Pierre de Bonzi, francuski duchowny katolicki, biskup Béziers, arcybiskup Tuluzy i Narbony, kardynał (ur. 1631)
- 1724 – Mary de La Rivière Manley, brytyjska pisarka, dziennikarka (ur. 1663)
- 1732 – Teodor Wittelsbach, hrabia palatyn i książę Palatynatu-Sulzbach (ur. 1659)
- 1740 – Michel Robert Le Peletier des Forts, francuski polityk (ur. 1675)
- 1763 – Peter Forsskål, szwedzki podróżnik, orientalista (ur. 1732)
- 1766 – Elżbieta Farnese, księżniczka parmeńska, królowa Hiszpanii (ur. 1692)
- 1768 – José de Nebra, hiszpański kompozytor (ur. 1702)
- 1774 – William Johnson, brytyjski arystokrata, wojskowy, administrator kolonialny (ur. ok. 1715)
- 1789 – Franciszek Potkański, polski duchowny katolicki, biskup pomocniczy krakowski (ur. 1708)
- 1797 – Charles Macklin, irlandzki aktor, dramaturg (ur. ?)
- 1806 – James Smith, amerykański prawnik, polityk pochodzenia irlandzkiego (ur. 1713)
- 1807 – George Atwood, brytyjski matematyk, wynalazca, szachista (ur. 1745)
- 1821 – Jowius Fryderyk Bystrzycki, polski duchowny katolicki, biskup pomocniczy warszawski nominat, astronom, fizyk, matematyk, geometra (ur. 1737)
- 1828 – Johan Wilhelm Dalman, szwedzki przyrodnik, wykładowca akademicki (ur. 1787)
- 1833 – Jagan, aborygeński wojownik, przeciwnik brytyjskiej kolonizacji (ur. ok. 1795)
- 1845 – Johann Wilhelm Meigen, niemiecki entomolog (ur. 1764)
- 1856 – Josef Kajetán Tyl, czeski prozaik, dramaturg (ur. 1808)
- 1865 – Walery Wielogłowski, polski ziemianin, wydawca, polityk (ur. 1805)
- 1869 – Makryna Mieczysławska, polska fałszywa zakonnica (ur. ?)
- 1871:
  - Julian Błeszczyński, polski heraldyk, genealog (ur. 1825)
  - Germain Sommeiller, francuski inżynier (ur. 1815)
- 1879 – William Allen, amerykański polityk (ur. 1803)
- 1881 – Elisabeth Jerichau-Baumann, duńska malarka (ur. 1819)
- 1889 – Josyp Łozynski, ukraiński duchowny greckokatolicki, językoznawca, etnograf, publicysta, teolog, działacz społeczny (zm. 1807)
- 1892:
  - Maksymilian Braun, polski muzyk, pedagog (ur. 1800)
  - François Claudius Koëningstein, francuski przestępca, anarchista (ur. 1859)
- 1895 – John H. Graham, amerykański polityk (ur. 1835)
- 1896:
  - Ernst Curtius, niemiecki archeolog, historyk, wykładowca akademicki (ur. 1814)
  - Franciszek Dobrowolski, polski polityk, działacz społeczny, dziennikarz, dyrektor teatru (ur. 1830)
- 1898 – Anastazy Trapszo, polski aktor, reżyser, dyrektor teatrów (ur. 1832)
- 1899 – Teodolfo Mertel, włoski kardynał (ur. 1806)
- 1900:
  - Maria An Guo, chińska męczennica i święta katolicka (ur. 1836)
  - Anna An Jiao, chińska męczennica i święta katolicka (ur. 1874)
  - Maria An Linghua, chińska męczennica i święta katolicka (ur. 1871)
  - Anna An Xin, chińska męczennica i święta katolicka (ur. 1828)
- 1901:
  - Józef Rawicz, polski bankier, amerykański urzędnik konsularny pochodzenia żydowskiego (ur. 1829)
  - Stefano Ussi, włoski malarz, pedagog (ur. 1822)
- 1903 – William Ernest Henley, brytyjski poeta, dziennikarz (ur. 1849)
- 1904 – Tadeusz Sadowski, polski adwokat, publicysta (ur. 1878)
- 1905 – Muhammad Abduh, egipski teolog islamski, reformator religijny (ur. 1849)
- 1906 – Grace Brown, amerykańska ofiara morderstwa (ur. 1886)
- 1907:
  - Dionizy V, indyjski duchowny Syryjskiego Kościoła Ortodoksyjnego, metropolita Malankary (ur. 1833)
  - Franz Philip Kaulen, niemiecki duchowny i teolog katolicki, wykładowca akademicki (ur. 1820)
- 1908:
  - Jock Fleming, kanadyjski żeglarz, pilot portowy (ur. 1810)
  - Friedrich Traun, niemiecki lekkoatleta, tenisista (ur. 1876)
- 1909:
  - Hans Hoffmann, niemiecki pisarz, pedagog (ur. 1848)
  - Simon Newcomb, kanadyjski astronom, matematyk, wykładowca akademicki (ur. 1835)
- 1911 – Merritt Giffin, amerykański lekkoatleta, dyskobol (ur. 1887)
- 1912 – Ferdinand Monoyer, francuski okulista (ur. 1836)
- 1915 – Albert Schickedanz, austriacki architekt, malarz (ur. 1846)
- 1916 – Jón Ólafsson, islandzki polityk, publicysta, dziennikarz, poeta (ur. 1850)
- 1917:
  - Stanisław Jerzy Kozłowski, polski aktor, śpiewak, dyrektor teatrów, prozaik, scenarzysta filmowy, karykaturzysta, malarz (ur. 1891)
  - Charles Horton Peck, amerykański mykolog (ur. 1833)
- 1918:
  - Jules-Maurice Abbet, szwajcarski duchowny katolicki, biskup Sionu (ur. 1845)
  - Michaił Murawjow, rosyjski generał, rewolucjonista (ur. 1880)
- 1920 – Eugenia, cesarzowa francuska (ur. 1826)
- 1922:
  - Ludwik Nazimek, polski porucznik pilot (ur. 1890)
  - Ksawery Sporzyński, polski nauczyciel, podróżnik, autor podręczników szkolnych (ur. 1863)
- 1927:
  - Ottavio Cagiano de Azevedo, włoski kardynał, wysoki urzędnik Kurii Rzymskiej (ur. 1845)
  - Władysław Pobojewski, polski tytularny generał dywizji (ur. 1862)
- 1930:
  - Andon Zako Çajupi, albański prozaik, dramaturg, prawnik, działacz narodowy (ur. 1866)
  - Masataka Ogawa, japoński chemik, mineralog, metalurg (ur. 1865)
- 1931:
  - Jean-Louis Forain, francuski malarz (ur. 1852)
  - Karl Larsen, duński pisarz (ur. 1860)
  - Julian Ptaszyński, polski oficer kawalerii (ur. 1897)
- 1932 – Nathaniel Niles, amerykański tenisista, łyżwiarz figurowy (ur. 1886)
- 1933:
  - Edward Dillon, amerykański aktor, reżyser i scenarzysta filmowy (ur. 1879)
  - Stanisław Kopczyński, polski lekarz, publicysta, działacz społeczny (ur. 1873)
- 1935 – Edmund Krüger, polski pisarz, publicysta (ur. 1881)
- 1936:
  - Herbert Drury, brytyjski gimnastyk (ur. 1883)
  - Jakob Pál, austro-węgierski internista, wykładowca akademicki pochodzenia żydowskiego (ur. 1863)
- 1937:
  - George Gershwin, amerykański pianista, kompozytor pochodzenia żydowskiego (ur. 1898)
  - Alfred Zachariewicz, polski architekt (ur. 1871)
- 1938:
  - Zinatułła Bułaszew, radziecki polityk (ur. 1894)
  - Alexander Zaïd, rosyjski działacz syjonistyczny pochodzenia żydowskiego (ur. 1886)
- 1939:
  - Stilijan Kowaczew, bułgarski generał piechoty, polityk (ur. 1860)
  - Harold Temperley, brytyjski historyk, wykładowca akademicki (ur. 1879)
- 1940 – Michaił Frołow, rosyjski oficer, emigracyjny publicysta i działacz kozacki (ur. 1897)
- 1941:
  - Arthur Evans, brytyjski archeolog (ur. 1851)
  - Jerzy Kahané, polski duchowny luterański (ur. 1901)
  - Władysław Tadeusz Wisłocki, polski slawista, bibliotekarz, bibliograf (ur. 1887)
- 1942:
  - James C. Needham, amerykański polityk (ur. 1864)
  - Marian Trzebiński, polski malarz, rysownik, akwarelista (ur. 1871)
- 1943:
  - Ida Benjamin, niemiecka działaczka społeczna, ofiara Holocaustu (ur. 1873)[4]
  - Karl Ljungberg, szwedzki żeglarz sportowy (ur. 1868)
  - Zygmunt Rumel, polski poeta, żołnierz AK (ur. 1915)
- 1944 – Stanisław Huskowski, polski żołnierz AK (ur. 1922)
- 1946 – Ymer Berisha, albański nauczyciel, działacz narodowy, organizator ruchu antykomunistycznego w Kosowie (ur. 1912)
- 1948:
  - John Anderson, amerykański lekkoatleta, dyskobol (ur. 1907)
  - King Baggot, amerykański aktor, reżyser i scenarzysta filmowy (ur. 1879)
  - Iwan Iwanow, radziecki generał major, funkcjonariusz służb specjalnych, dyplomata (ur. 1906)
  - Franz Weidenreich, niemiecki anatom, antropolog, wykładowca akademicki (ur. 1873)
- 1950 – Buddy DeSylva, amerykański kompozytor, scenarzysta i producent filmowy (ur. 1895)
- 1951 – Albert Fuller Ellis, australijski odkrywca (ur. 1869)
- 1952:
  - Valeriu Traian Frențiu, rumuński biskup greckokatolicki, błogosławiony (ur. 1875)
  - Karol Rudolf, polski generał brygady, prawnik, działacz sportowy (ur. 1886)
- 1953 – Oliver Campbell, amerykański tenisista (ur. 1871)
- 1954 – Stanisław Szczotka, polski historyk, socjolog (ur. 1912)
- 1956 – Kazimierz Poschinger, polski major (ur. 1898)
- 1957:
  - Walter Nausch, austriacki piłkarz, trener (ur. 1907)
  - Bedřich Šupčík, czechosłowacki gimnastyk (ur. 1898)
- 1960:
  - Tadeusz Kwieciński, polski muzyk, dyrygent, kompozytor (ur. 1903)
  - Hilton Young, brytyjski polityk, pisarz (ur. 1879)
- 1961 – Jan Skoryna, polski pułkownik saperów (ur. 1881)
- 1962 – Owen Young, amerykański przedsiębiorca, prawnik, polityk (ur. 1874)
- 1963:
  - Paal Kaasen, norweski żeglarz sportowy (ur. 1883)
  - Herbert Kalmus, amerykański inżynier, naukowiec (ur. 1881)
  - Kazimierz Rouppert, polski botanik, wykładowca akademicki (ur. 1885)
- 1964:
  - John Eke, szwedzki lekkoatleta, długodystansowiec (ur. 1886)
  - Anatol Kędzierski, polski generał brygady (ur. 1880)
  - Maurice Thorez, francuski działacz komunistyczny (ur. 1900)
- 1966 – Delmore Schwartz, amerykański prozaik, poeta, krytyk literacki pochodzenia żydowskiego (ur. 1913)
- 1968 – Henryk Morel, polski rzeźbiarz, ceramik, rysownik (ur. 1937)
- 1970:
  - André Lurçat, francuski architekt, urbanista (ur. 1894)
  - Agustín Muñoz Grandes, hiszpański generał, polityk (ur. 1896)
- 1971:
  - John W. Campbell, amerykański pisarz science fiction, wydawca (ur. 1910)
  - Piotr Nosow, rosyjski twórca filmów animowanych (ur. 1907)
  - Pedro Rodríguez, meksykański kierowca wyścigowy (ur. 1940)
  - Rodolfo Terlizzi, włoski florecista (ur. 1896)
- 1972 – Józef Zarański, polski dyplomata, dziennikarz emigracyjny (ur. 1903)
- 1973:
  - Awierkij Aristow, radziecki polityk, dyplomata (ur. 1903)
  - Ludwik Gintel, polski piłkarz, działacz piłkarski pochodzenia żydowskiego (ur. 1899)
  - Walter Krüger, niemiecki generał (ur. 1892)
  - Robert Ryan, amerykański aktor (ur. 1909)
  - Cesare Zerba, włoski kardynał (ur. 1892)
- 1974 – Pär Lagerkvist, szwedzki prozaik, poeta, dramaturg, eseista, krytyk literacki, laureat Nagrody Nobla (ur. 1891)
- 1976:
  - Boris Butoma, radziecki polityk (ur. 1907)
  - François Charrière, szwajcarski duchowny katolicki, biskup Lozanny, Genewy i Fryburga (ur. 1893)
- 1977 – Nikos Tavlas, polski kardiolog pochodzenia greckiego (ur. 1924)
- 1978 – Cywia Lubetkin, żydowska działaczka podziemia w getcie warszawskim (ur. 1914)
- 1979 – Jean Gutweniger, szwajcarski gimnastyk (ur. 1892)
- 1980:
  - Zygmunt Berling, polski generał broni (ur. 1896)
  - Peggy Knudsen, amerykańska aktorka (ur. 1923)
  - Bolesław Woytowicz, polski pianista, kompozytor, pedagog (ur. 1899)
- 1982 – Meša Selimović, jugosłowiański pisarz (ur. 1910)
- 1983:
  - Mick Clavan, holenderski piłkarz (ur. 1929)
  - Ross Macdonald, amerykański pisarz pochodzenia kanadyjskiego (ur. 1915)
  - Stanisław Skupień, polski biegacz narciarski, kierownik schroniska PTTK (ur. 1907)
- 1984:
  - Leonia Gradstein, polska pisarka, tłumaczka, muzykolog (ur. 1904)
  - Eberhard Zwirner, niemiecki lekarz, fonetyk (ur. 1899)
- 1985 – Georges Verriest, francuski piłkarz (ur. 1909)
- 1987:
  - Ville Mattila, fiński wojskowy, biathlonista (ur. 1903)
  - Awi Ran, izraelski piłkarz, bramkarz (ur. 1963)
- 1988 – Jan Strzelecki, polski socjolog, socjalista, eseista i taternik (ur. 1919)
- 1989:
  - Laurence Curtis, amerykański polityk (ur. 1893)
  - Horia Macellariu, rumuński kontradmirał, działacz antykomunistyczny (ur. 1894)
  - Laurence Olivier, brytyjski aktor (ur. 1907)
  - Sylwester Zych, polski duchowny katolicki, działacz opozycji antykomunistycznej (ur. 1950)
- 1990:
  - Michaił Anczarow, rosyjski prozaik, poeta, pieśniarz (ur. 1923)
  - Aino Taube, szwedzka aktorka (ur. 1912)
- 1991:
  - Mokhtar Dahari, malezyjski piłkarz (ur. 1953)
  - Maria Hadera, polska pielęgniarka, sanitariuszka (ur. 1901)[5][6]
  - Janaq Paço, albański rzeźbiarz (ur. 1914)
  - Józefina Szelińska, polska tłumaczka, polonistka, bibliotekarka pochodzenia żydowskiego (ur. 1905)
- 1992:
  - Deng Yingchao, chińska polityk komunistyczna, działaczka na rzecz praw kobiet (ur. 1904)
  - Constantin Pârvulescu, rumuński polityk komunistyczny (ur. 1895)
- 1994 – Gary Kildall, amerykański informatyk (ur. 1942)
- 1995:
  - Andrzej Alexiewicz, polski matematyk (ur. 1917)
  - Mihai Botez, rumuński matematyk, polityk, dyplomata (ur. 1940)
- 1998 – John Boyd-Carpenter, brytyjski polityk (ur. 1908)
- 1999:
  - Helen Forrest, amerykańska wokalistka jazzowa pochodzenia żydowskiego (ur. 1917)
  - Paul Srere, amerykański biochemik (ur. 1925)
- 2000:
  - Bohdan Jastrzębski, polski inżynier urbanista, polityk, wojewoda warszawski (ur. 1929)
  - Robert Runcie, brytyjski duchowny anglikański, arcybiskup Canterbury (ur. 1921)
- 2001:
  - Wanda Modlibowska, polska lotniczka (ur. 1909)
  - Qateel Shifai, pakistański poeta (ur. 1919)
- 2002:
  - Rosco Gordon, amerykański wokalista i kompozytor bluesowy (ur. 1928)
  - Jerzy Kostrowicki, polski geograf, ekonomista (ur. 1918)
  - Stanisław Walczak, polski prawnik, polityk, minister sprawiedliwości (ur. 1913)
- 2003 – Bogdan Czabański, polski dydaktyk wychowania fizycznego (ur. 1927)
- 2004 – Janusz Jerzy Charatonik, polski matematyk (ur. 1934)
- 2005 – Klára Jarunková, słowacka pisarka (ur. 1922)
- 2006:
  - Barnard Hughes, amerykański aktor (ur. 1915)
  - Jerzy Kozakiewicz, polski aktor (ur. 1929)
  - John Spencer, angielski snookerzysta (ur. 1935)
- 2007:
  - Richard Franklin, australijski reżyser filmowy (ur. 1948)
  - Lady Bird Johnson, amerykańska druga i pierwsza dama (ur. 1912)
  - Alfonso López Michelsen, kolumbijski polityk, prezydent Kolumbii (ur. 1913)
  - Jimmy Skinner, kanadyjski trener hokeja (ur. 1917)
- 2008:
  - Joe Barr, amerykański pisarz, programista (ur. 1944)
  - Michael Ellis DeBakey, amerykański chirurg (ur. 1908)
  - Jerzy Koenig, polski eseista, krytyk teatralny, tłumacz, dyrektor Teatru Telewizji (ur. 1931)
  - Anatolij Pristawkin, rosyjski pisarz (ur. 1931)
  - Mieczysław Wołudzki, polski żołnierz AK, harcmistrz (ur. 1920)
- 2009:
  - Arturo Gatti, kanadyjski bokser (ur. 1972)
  - Witold Gruca, polski tancerz, choreograf (ur. 1927)
  - Ji Xianlin, chiński historyk, paleograf, pisarz (ur. 1911)
  - Andrzej Tylczyński, polski dziennikarz, satyryk, autor tekstów piosenek, tłumacz (ur. 1925)
- 2010 – Zygmunt Michałowski, polski dziennikarz (ur. 1918)
- 2011:
  - Tom Gehrels, holenderski astronom (ur. 1925)
  - Rob Grill, amerykański piosenkarz, autor tekstów (ur. 1943)
  - Małgorzata Koecherowa-Łabęcka, polska orientalistka, tłumaczka literatury tureckiej (ur. 1917)
- 2012:
  - Edmund Buła, polski generał brygady (ur. 1926)
  - Andrzej Krzysztof Waśkiewicz, polski poeta, krytyk literacki, edytor (ur. 1941)
- 2014:
  - Howard Cooke, jamajski polityk, gubernator generalny (ur. 1915)
  - Charlie Haden, amerykański kontrabasista jazzowy (ur. 1937)
  - Zofia Mayr, polska aktorka (ur. 1927)
  - Tommy Ramone, amerykański muzyk, członek zespołu Ramones (ur. 1949)
- 2015:
  - Giacomo Biffi, włoski duchowny katolicki, arcybiskup Bolonii, kardynał (ur. 1928)
  - Patricia Crone, amerykańska orientalistka (ur. 1945)
  - Hussein Fatal, amerykański raper (ur. 1977)
  - Satoru Iwata, japoński przedsiębiorca (ur. 1959)
  - Peter de Klerk, południowoafrykański kierowca wyścigowy (ur. 1935)
  - Victor Louis Ménage, brytyjski historyk i turkolog (ur. 1920)
- 2016:
  - Corrado Farina, włoski reżyser i scenarzysta filmowy (ur. 1939)
  - Janusz Grzonkowski, polski artysta plastyk, pedagog (ur. 1935)
  - Kurt Svensson, szwedzki piłkarz (ur. 1927)
  - Jusztin Nándor Takács, węgierski duchowny katolicki, biskup Székesfehérvár (ur. 1927)
  - Bogusław Waligóra, polski psycholog kliniczny (ur. 1934)
- 2017:
  - Fikret Hakan, turecki aktor (ur. 1934)
  - Tadeusz Jaworski, polski reżyser i scenarzysta filmów dokumentalnych (ur. 1926)
  - Aleksander Kaszowski, polski żeglarz, kapitan żeglugi wielkiej (ur. 1935)
- 2018:
  - Richard Garcia, amerykański duchowny katolicki, biskup Monterey (ur. 1947)
  - Giovanni Marra, włoski duchowny katolicki, arcybiskup Mesyny (ur. 1931)
  - Jacek Mazur, polski klarnecista, saksofonista i wokalista jazzowy, członek zespołu Jazz Band Ball Orchestra (ur. 1958)
  - Lindy Remigino, amerykański lekkoatleta, sprinter (ur. 1931)
- 2019:
  - Robert Christian, amerykański duchowny katolicki, biskup pomocniczy San Francisco (ur. 1948)
  - Eugeniusz Dziekan, polski lekarz, urzędnik państwowy, polityk, senator RP (ur. 1931)
  - Abdul Hamid, pakistański hokeista na trawie (ur. 1927)
- 2020:
  - Frank Bolling, amerykański baseballista (ur. 1931)
  - Edward Kmiec, amerykański duchowny katolicki, biskup Nashville i Buffalo (ur. 1936)
  - Henryk Kucha, polski geolog, mineralog (ur. 1945)
- 2021:
  - Philippe Aigrain, francuski informatyk (ur. 1949)
  - Jerzy Janeczek, polski aktor (ur. 1944)
  - Henryk Kowalski, polski kolarz szosowy (ur. 1933)
  - Laurent Monsengwo Pasinya, kongijski duchowny katolicki, arcybiskup Kinszasy, kardynał (ur. 1939)
  - Baselios Mar Thoma Paulose II, indyjski duchowny przedchalcedoński, biskup Kunnamkulam, Katolikos Wschodu, metropolita Malankary (ur. 1946)
  - Renée Simonot, francuska aktorka (ur. 1911)
- 2022:
  - Víctor Benítez, peruwiański piłkarz (ur. 1935)
  - José Guirao, hiszpański muzealnik, polityk, minister kultury i sportu (ur. 1959)
  - Erik Hornung, niemiecki archeolog, egiptolog (ur. 1933)
  - Joseph Mittathany, indyjski duchowny katolicki, biskup Tezpur, arcybiskup Imphalu (ur. 1931)
  - Stanisław Sierawski, polski żołnierz AK, pułkownik WP, uczestnik powstania warszawskiego (ur. 1915)
- 2023:
  - Jorge Bernal Vargas, meksykański duchowny katolicki, biskup Cancún-Chetumal (ur. 1929)
  - Mirosław Chachulski, polski wokalista, gitarzysta, autor muzyki i tekstów, członek zespołu Para Wino (ur. 1961)
  - Oleg Cokow, rosyjski generał porucznik (ur. 1971)
  - Philippe Garot, belgijski piłkarz (ur. 1948)
  - Hans-Jochen Jaschke, niemiecki duchowny katolicki, biskup pomocniczy Münsteru i Hamburga (ur. 1941)
  - Milan Kundera, czeski pisarz (ur. 1929)
  - Aleś Puszkin, białoruski malarz, performer, działacz opozycyjny (ur. 1965)
- 2024:
  - Shelley Duvall, amerykańska aktorka (ur. 1949)
  - Willi Koslowski, niemiecki piłkarz (ur. 1937)
  - Bas Maliepaard, holenderski kolarz torowy i szosowy (ur. 1938)
  - Edward Redliński, polski prozaik, dramaturg, scenarzysta filmowy, reporter (ur. 1940)
  - Andriej Tarasienko, rosyjski hokeista, trener (ur. 1968)
  - Waldemar Woźniak, polski malarz, rysownik (ur. 1948)
- 2025:
  - Jolanta Darczewska, polska politolog, tłumaczka (ur. 1950)
  - Wadim Miedwiediew, rosyjski ekonomista, polityk (ur. 1929)